# Insision
Insision var ett svenskt death metal-band från Stockholm, bildat 1997.
Mini-cd:n The Dead Live On gavs ut 1999 av Heathendoom Records. Debutalbumet Beneath The Folds Of Flesh släpptes 2002 via Earache/Wicked World Records och 2004 släpptes det andra albumet Revealed and Worshipped av samma bolag. 2007 släpptes tredje skivan Ikon av det svenska bolaget "Dental Records". 2011 släpptes EP:n End Of All ut på amerikanska skivbolaget "Sevared Records". Ett år senare 2012 släpptes samlingsskivan 15 Years of Exaggerated Torment, också på det amerikanska skivbolaget "Sevared Records".

## Medlemmar
Senaste medlemmar
- Roger Johansson – gitarr (1997–2016)
- Carl Birath – sång (2000–2016)
- Gustav Trodin – basgitarr (2014–2016)
- Ljusebring Terrorblaster (Ibrahim Stråhlman) – trummor (2014–2016)
- Adam Ramis – gitarr (2014–2016)

Tidigare medlemmar
- Thomas Daun – trummor (1997–2004)
- Patrik Muhr – gitarr (1997–1998)
- Joonas Ahonen – gitarr (1997–1999)
- Johan Thornberg – sång (1997–1999)
- Daniel Sommerfeld – basgitarr (1997–1998)
- Daniel Ekroth – basgitarr (1999–2009)
- Toob Brynedahl – gitarr (2001–2004)
- Marcus Jonsson – trummor (2004–2014)
- Magnus Martinsson – gitarr (2007–2010)
- Joel Andersson – basgitarr (2009–2014)

Turnerande medlemmar
- Janne Hyytia – basgitarr (1999)
- Christian Ericsson – gitarr  (2004–2005)
- Tobias Alpadie – gitarr (2011–2012)
- Adam Ramis – gitarr (2012–2014)
- Andy Tseung – sång (2014)

## Diskografi
Demo
- 1998 – Meant to Suffer
- 1998 – Live like a Worm
- 2000 – Promo 2000
- 2001 – Entangled in Thorns
- 2001 – Revelation of the SadoGod

Studioalbum
- 2002 – Beneath the Folds of Flesh
- 2004 – Revealed and Worshipped
- 2007 – Ikon
- 2016 – Terminal Reckoning

EP
- 1999 – The Dead Live On
- 2011 – End of All

Samlingsalbum
- 2012 – 15 Years of Exaggerated Torment

Annat
- 2002 – Revelation of the SadoGod / Deceased... Abandoned... Disgraced (delad 10" vinyl med Inveracity)
- 2003 – Supreme Brutal Legions - Volume 1 (delad album: Insision / Vrykolakas / Cardiac Necropsy / Lacerate / Koma)